# Fred Arrais
Fred Arrais (São Luís, 3 de agosto de 1984), é um cantor, compositor e multi-instrumentista brasileiro, que atua no segmento de música cristã contemporânea.
Cantor, compositor, músico, e pastor da Igreja  Angelim, uma igreja Multi Campus, Fred Arrais é conhecido por suas canções de adoração. 
Lançou álbuns importantes como “Voltar ao Caminho”, “Dançando no fogo”, “Fred Arrais 2020” todos com músicas inéditas e participações especiais de Marcus Salles, Ana Paula Valadão, David Quinlan, Israel Salazar, Ludmila Ferber, Theo Rubia, Ton Carfi e Flávia Arrais
Fred é guitarrista virtuoso, compositor sensível e uma voz que representa a adoração dentro das igrejas no Brasil por anos. 
Tem grande discografia, colaborações internacionais e participações com os maiores ministérios e ministros de louvor nacionais. Indicado em 2013 pelo troféu promessas (Rede Globo de televisão) o melhor DVD do ano com o projeto “Fred Arrais Ao Vivo” e revelação do ano em reconhecimento a mais de 10 anos de trabalho com sua música dentro das Igrejas do Brasil.
O músico também gravou com vários artistas do segmento evangélico, como Nívea Soares, Jason Lee Jones, Ana Paula Valadão. É parceiro do Ministério Diante do Trono e foi guitarrista e intérprete nos álbuns Imersão, Imersão 2, Deserto de Revelação, Eu e a minha casa todos pertencentes ao Diante do Trono.
Fred Arrais é Pastor Sênior da Igreja Angelim em Teresina e outras cidades, e atua juntamente com sua esposa Flávia Arrais em múltiplos projetos como mentorias, cursos, livros e uma editora.
Em 19 de outubro, pelos relevantes serviços sociais prestados na pandemia A Ordem Estadual do Mérito Renascença do Piauí, na pessoa do Governador Wellington Dias concedeu o título de comendador a Fred Arrais.
Fred Arrais é um artista Sony Music Brasil que do ano de 2020 em diante ganhou ainda mais destaque nacional, tem multiplicado ouvintes mensais e streamings em todas as plataformas de música.

## Discografia
- 2003: Mais que Canções
- 2006: Eu me Prostro
- 2007: Quando Céus e Terra se beijam
- 2008: Dançando no Fogo
- 2009: Mais que Canções Vol.2
- 2010: Salvação
- 2011: Eu Creio
- 2012: Dançando no Fogo 2
- 2013: Ao Vivo
- 2014: Voltar ao Caminho
- 2017 Fred Arrais Live Session